# Жары (Фировский район)
Жа́ры — деревня в Фировском районе Тверской области России. Входит в состав Фировского сельского поселения.

## География
Деревня находится в северо-западной части Тверской области, в зоне хвойно-широколиственных лесов, на левом берегу ручья Задний, на расстоянии примерно 8 км (по прямой) к северу от посёлка городского типа Фирово, административного центра района. Абсолютная высота — 217 м над уровнем моря.

### Климат
Климат характеризуется как умеренно континентальный. Среднегодовая температура воздуха — 3,8 °C. Средняя температура воздуха самого холодного месяца (января) — −10,5 °C (абсолютный минимум — −50 °C), средняя температура самого тёплого (июля) — 17,3 °С (абсолютный максимум — 36 °С). Годовое количество атмосферных осадков составляет 620—660 мм, из которых большая часть выпадает в тёплый период. Среднегодовая скорость ветра — 3,5 м/с, варьирует от 4,2 м/с в ноябре до 3 м/с в августе.

### Часовой пояс
Деревня Жары, как и вся Тверская область, находится в часовой зоне МСК (московское время). Смещение применяемого времени относительно UTC составляет +3:00.

## Население
| 2010 |
| ---- |
| 0    |